# Клен (река)
Клен (фр. Clain) — река на юго-западе Франции, в регионе Новая Аквитания. Левый приток реки Вьенны. Длина — 125 км. Площадь водосборного бассейна — 2965 км². Впадает в реку Вьенну недалеко от города Шательро. Средний расход воды в устье 20 м³/с. Паводок зимой, с декабря по март включительно максимум в январе-феврале. Самый низкий уровень воды в реке летом, в период с июля по сентябрь включительно.
На реке Клен расположен город Пуатье.